# Кундар
Кундар (в среднем течении Кундарруд, в верховье Шинкайагхбарбаргай-Макда) — река на востоке Афганистана (провинция Пактика) и на западе Пакистана (провинция Белуджистан). Правый приток реки Гумаль.
Длина реки составляет около 183 км, по прямой — 420 км, коэффициент извилистости — 1,34 %, сумма длин русловых образований 3116 км. Высота истока — 2700 м, устья — 1070 м. Средний уклон — 0,89 %. Площадь водосбора — 3240 км².
Кундар берёт начало в 150 км к северо-востоку от пакистанского города Кветта, течёт в северо-восточном направлении, на протяжении 100 км образует границу между Пакистаном и Афганистаном. Впадает в Гумаль в 25 км к югу от пакистанского города Хан-Кот.